# Djebabra
Djebabra là một đô thị thuộc tỉnh Blida, Algérie. Dân số thời điểm năm 2002 là 2.444 người.